# Melodram
För albumet av artisten Lorde, se Melodrama (musikalbum).
Melodram (från franskans mélodrame, av grekiskans melos, sång och drama, skådespel) avser i första hand en folklig talteatergenre som uppstod i Frankrike på 1790-talet och som kännetecknas av dramatiskt utspel med överdrivna gester och mimik samt ett mycket dramatiskt slut. Medan ordet "melodram" ofta används föraktfullt för att beskriva dramatik med bristfällig handling och överdrivet spel, har de ursprungliga melodramernas dramatiska konstruktion stått modell för många av dagens musikaler, spelfilmer och tv-serier.
Melodram kan även avse en musikteaterform där tal ackompanjeras av musik eller alterneras med korta musikstycken. Till denna typ av melodram räknas Jean-Jacques Rousseaus dramatiska verk Pygmalion om skulptören Pygmalion från 1772 (ej att sammanblanda med George Bernard Shaws pjäs från 1913), Georg Bendas verk Ariadne på Naxos från 1775 (ej att sammanblanda med Richard Strauss komiska opera med samma titel från 1912), Ludwig van Beethovens Fidelio från 1805 och Carl Maria von Webers Friskytten från 1821.
Några svenska ordböcker och uppslagsverk nämner formen "melodram" (en melodram, flera melodramer), medan Svenska Akademiens ordlista (SAOL) även nämner "melodrama" (ett melodrama, flera melodramer) som alternativ form.